# Tropicanus appendiculatus
Tropicanus appendiculatus är en insektsart som beskrevs av Keti Maria Rocha Zanol 1991. Tropicanus appendiculatus ingår i släktet Tropicanus och familjen dvärgstritar. Inga underarter finns listade i Catalogue of Life.